# Phytoseius blakistoni
Phytoseius blakistoni är en spindeldjursart som beskrevs av Ehara 1966. Phytoseius blakistoni ingår i släktet Phytoseius och familjen Phytoseiidae. Inga underarter finns listade i Catalogue of Life.